# 19. december
19. december er dag 353 i året i den gregorianske kalender (dag 354 i skudår). Der er 12 dage tilbage af året.
Nemesius dag. Nemesius blev falsk anklaget for at være røver. Da han kunne bevise sin uskyld blev han anklaget for at være kristen og dødsdømt. Dommeren lod imidlertid også de falske anklagere brænde på bålet.

### Begivenheder
Født - Dødsfald
- 1666 - Lunds Universitet grundlægges.
- 1923 - I USA tager fysikeren Vladimir K. Zworykin patent på det første elektroniske tv-billedrør.
- 1940 - Kyösti Kallio, Finlands præsident (1937-40) dør ved et akut slagtilfælde i armene på marskal Mannerheim på Helsingfors Banegård.
- 1941 - Adolf Hitler overtager selv kommandoen over den tyske hær.
- 1944 - ØK’s hovedkontor i København bliver ramt af Schalburgtage - tysk kontrasabotage.
- 1946 - 1. indokinesiske krig bryder ud.
- 1960 - Neil Sedaka’s sang Calendar Girl udsendes og bliver hans fjerde sang, der kommer ind på de amerikanske hitlister.
- 1979 - Efter at to SiD-formænd er døde, vælges Hardy Hansen som ny formand.
- 1983 - Englænderen Roy Lomas præsterer i ”det lyddøde rum” i BBC’s studier i Manchester et pift, der måles til 122,5 decibel - det højeste pift, nogensinde målt.
- 1986 – Den sovjetiske regimekritiker Andrej Sakharov rehabiliteres af den sovjetiske regering og kan vende tilbage til Moskva fra sit eksil.
- 1991 - Oprørske serbere udråber Den Serbiske Republik Krajina, som dækker næsten en tredjedel af Kroatien.
- 1998 - Et flertal på 23 i Repræsentanternes Hus i USA vedtager at stille den demokratiske præsident Bill Clinton for en rigsret, anklaget for at have løjet under ed. Clinton havde under ed hævdet ikke at have haft et seksuelt forhold til en tidligere praktikant i Det Hvide Hus, Monica Lewinsky. Senere måtte Clinton erkende et sådant forhold
- 2001 - Filmen over J.R.R. Tolkiens Ringenes Herre har premiere i 80 danske biografer og er verdens hidtil dyreste film med et budget på 2,5 milliarder kroner.

### Født
- 1683 - Filip 5., spansk konge (død 1746).
- 1820 - Peter Ludvig Panum, dansk læge og fysiolog (død 1885).
- 1833 - Peder Hansen, dansk husmand og politisk agitator, socialdemokrat (død 1907).
- 1845 - Wilhelm Dinesen, dansk officer, eventyrer og politiker (død 1895).
- 1852 - Albert Abraham Michelson, amerikansk fysiker (død 1931).
- 1898 - Else Skouboe, dansk skuespiller (død 1950).
- 1906 - Leonid Bresjnev, sovjetisk statsleder (død 1982).
- 1910 - Jean Genet, fransk forfatter (død 1986).
- 1915 - Édith Piaf, fransk sangerinde (død 1963).
- 1916 - Elisabeth Noelle-Neumann, tysk politolog (død 2010).
- 1924 - Marius Andersen, dansk politiker og borgmester (død 1997).
- 1944 - Maurice White, amerikansk sanger og trommeslager (død 2016).
- 1944   - Anastasia Alexandrovna Vertinskaja, russisk skuespiller.
- 1949 - Sebastian, dansk sanger og komponist.
- 1951 - Ulf Olsson, svensk morder (død 2010).
- 1952 - Kirsten Lehfeldt, dansk skuespillerinde.
- 1956 - Jens Fink-Jensen, dansk forfatter, fotograf og komponist.
- 1962 - Christina Hesselholdt, dansk forfatter.
- 1966 - Alberto Tomba, italiensk skiløber.
- 1972 - Warren Sapp, amerikansk fodboldspiller.
- 1972   - Alyssa Milano, amerikansk sanger og skuespiller.
- 1977 - Jorge Garbajosa, spansk basketballspiller.
- 1980 - Jake Gyllenhaal, amerikansk skuespiller.
- 1982 - Maurice Williams, amerikansk fodboldspiller.
- 1987 - Karim Benzema, fransk fodboldspiller.
- 1988 - Niklas Landin Jacobsen, dansk håndboldspiller.
- 1991 - Declan Galbraith, engelsk sanger.

### Dødsfald
- 1741 - Vitus Bering, dansk polarforsker (født 1681).
- 1751 - Louise, engelskfødt dansk dronning (født 1724).
- 1795 - Tyge Rothe, dansk forfatter og historiker (født 1731).
- 1848 - Emily Brontë, engelsk forfatter (født 1818).
- 1851 - J.M.W. Turner, engelsk maler (født 1775).
- 1904 - J.B. Løffler, dansk arkitekt (født 1843).
- 1915 - Alois Alzheimer, tysk neurolog (født 1864).
- 1930 - I.C. Christensen, dansk politiker og  konsejlspræsident (født 1856).
- 1948 - Jens Møller-Jensen, dansk maler, arkitekt og kunsthåndværker (født 1869).
- 1953 - Robert Andrews Millikan, amerikansk fysiker og modtager af Nobelprisen i fysik (født 1868).
- 1976 - Jens Smørum, dansk politiker og minister (født 1891).
- 1987 - Valsø Holm, dansk skuespiller (født 1906).
- 1989 - Preben Mahrt, dansk еskuespiller (født 1920).
- 1996 - Marcello Mastroianni, italiensk skuespiller (født 1924).
- 1998 - Michael Linton, svensk historiker (født 1933).
- 2008 - Arne Honoré, dansk journalist og radiovært (født 1922).

|  | Denne datoartikel kan blive bedre, hvis der indsættes et (bedre) billede Du kan hjælpe ved at afsøge Wikimedia Commons for et passende billede eller uploade et godt billede til Wikimedia Commons iht. de tilladte licenser og indsætte det i artiklen. |